# Leptocerus posticus
Leptocerus posticus är en nattsländeart som först beskrevs av Banks 1911.  Leptocerus posticus ingår i släktet Leptocerus och familjen långhornssländor. Inga underarter finns listade i Catalogue of Life.